# Tétrachloroaluminate de cadmium(I)
Le tétrachloroaluminate de cadmium(I) est un composé inorganique dont la formule est Cd2(AlCl4)2, il s'agit d'un composé du cadmium. C’est le premier composé signalé (1961) qui contenait du cadmium à l’état d’oxydation +1 et qui présente une liaison cadmium-cadmium.

## Préparation et propriétés
Le Cd2(AlCl4)2 a été préparé à l’origine en dissolvant du cadmium métal dans du dichlorure de cadmium fondu, puis en ajoutant du trichlorure d'aluminium.
CdCl2 + Cd → Cd2Cl2
Cd2Cl2 + 2 AlCl3 → Cd2(AlCl4)2
Des études subséquentes du spectre vibratoire de Raman ont révélé la présence d’une liaison cadmium-cadmium, ce qui a été confirmé par deux études distinctes de diffraction des rayons X de cristaux uniques,. Le composé peut donc être comparé aux composés du mercure(I) (comme le chlorure de mercure(I), qui contiennent l'ion Hg22+.
Les liaisons Cd–Cd font partie des unités, comme le Cd2Cl6 (hexachlorure de dimère de cadmium), de type éthane partageant des sommets avec des unités AlCl4, avec une longueur de liaison Cd–Cd rapportée comme 257,6 pm ou 256,1 pm.
Le Cd2(AlCl4)2 est diamagnétique. Il ne contient pas d’électrons non appariés et réagit facilement avec l’eau, en doses disproportionnées, pour donner du cadmium et du Cd2+.